# Charles de Gaulle
Charles de Gaulle (n. 22 noiembrie 1890, Lille, Franța – d. 9 noiembrie 1970, Colombey-les-Deux-Églises⁠(d), Champagne, Franța) a fost un general și un politician francez. În 1940 a devenit șef al guvernului francez din exil la Londra, iar în 1945 a fost ales prim-ministru de către Parlamentul francez. În 1958 a fost ales președinte al Franței, post pe care l-a păstrat și după alegerile din 1965. Pe 28 aprilie 1969 de Gaulle a demisionat din funcția de președinte al Franței.

## Biografie

### Origini familiale și etimologia numelui
Charles Andre Joseph Pierre-Marie de Gaulle s-a născut la Lille. Tatăl său, Henry, provine dintr-o lungă linie aristocrată din Normandia și Burgundia, în timp ce mama sa, Jeanne Maillot, dintr-o generație de antreprenori industriali destul de bogați din regiunea Flamand unde se și găsește orașul Lille. Familia de Gaulle este o familie care se Întinde pe mai multe generații. Se presupune că aparținea nobilimii militare franceze, fapt ce nu este confirmat sau stipulat în Registrul familiilor nobile din Franța. Din partea mamei lui Charles, familia a avut strămoși irlandezi (McCartan, iacobini, care se ascundeau în Franța după Renumita Revoluție), scoțieni (Fleming) și germani (Kolb, din Moșia Baden). Unul din strămoșii veritabili ai lui Charles de Gaulle era, probabil, Richard de Gaulle, cavaler al regelui Philippe Auguste, care i-a acordat o feudă la Elbeuf-en-Bray, în Normandia 1210. Mai găsim o urmă a familiei de Gaulle în 1420, și anume Jehan de Gaulle care, după dezastrul din Azincourt, a opus rezistență timp de 2 ani englezilor la Vire, în vestul Normandiei, înainte de a se exila în Bourgogne.
În secolele al XVI-XVII se regăsesc unii căpitani francezi de Gaulle la Cuisery, în sudul regiunii franceze de Bourgogne. Gaspard de Gaulle, numit de regele Carol al IX-lea al Franței drept cavaler regal. Acești de Gaulle s-au instalat, mai târziu, în regiunea Champagne și anume în Châlons-en-Champagne. În timpul secolelor XVII-XVIII exercită funcții administrative locale.
În sfârșit, familia s-a instalat la Paris spre mijlocul secolului al XVIII-lea. Străbunul generalului de Gaulle a fost procuror la Administrația Regiunii Pariziene. Familia de Gaulle s-a găsit la Paris timp de un secol și jumătate până ce în 1890 s-a născut Generalul Charles de Gaulle.

### Educație și familie
Născut la Lille în 1890 într-o familie catolică de origine pariziană, Charles de Gaulle era fiul lui Henri, profesor de istorie și literatură franceză, și al Jeannei Maillot. Charles a avut 3 frați, dintre care doi vor activa în rezistența antigermană, și o soră, pe care mai târziu Charles o va antrena în Mișcarea de Rezistență antigermană:
- Xavier de Gaulle (1887-1955), fratele mai mare, a fost prizonier în Primul Război Mondial și rezistent în timpul celui de-al Doilea Război Mondial;
- Marie-Agnes de Gaulle (1889-1982), singura soră a lui Charles;
- Jacques de Gaulle (1893-1946), care a rămas psihic bolnav, în 1926, în urma unei encefalite;
- Pierre de Gaulle (1897-1959), a fost rezistent și om politic, administrator al unor diferite organizații.

De mic, Charles, împreună cu tatăl său, a descoperit operele lui Barres, Henri Bergson și Charles Peguy și a demonstrat un interes deosebit față de filosofie și istorie. Studiile primare le face în perioada 1896-1900 la Școala Saint-Thomas d’Aquin (astăzi Liceul Saint-Thomas), iar studiile secundare la Colegiul l’Immaculée-Conception în perioada 1900-1907.
Charles de Gaulle se înscrie la 26 iulie 1907 în clasa pregătitoare la Școala Centrală a Colegiului Sacré-Cœur din Antoing, Belgia. La 1 octombrie 1908 intră la Colegiul Stanislas din Paris în clasa pregătitoare a Școlii Speciale Militare. Un an mai târziu este admis la Saint-Cyr intrând al 119-lea din 221 de locuri. 
După semnarea unui contract de voluntariat pe 7 ani este încorporat în Regimentul 33 Infanterie, cantonat la Arras. La 16 aprilie 1910 este avansat la gradul de caporal, iar la 27 septembrie primește gradul de sergent. Face parte din promoția Fez devenind elev ofițer activ. La 1 octombrie 1911 este avansat la gradul de sublocotenent. Încheie studiile pe 1 octombrie 1912 terminând al 13-lea din 221 elevi. Este repartizat la Regimentul 33 Infanterie, fiind în subordinea colonelului Pétain.

### ÎnPrimul Război Mondial
Locotenent la începutul Războiului, el e numit căpitan în ianuarie 1915. Rănit după prima sa bătălie la Dinaut din 15 august 1914, el revine în al 33-lea batalion de infanterie pe frontul Champagne pentru a comanda compania a 7-a. La 10 martie 1915 este din nou rănit la mâna stângă, pe Somme. Decis să ia totul în mâinile sale, el se va dezice de îndeplinirea ordinului dat de comandament și va ordona deschiderea focului spre tranșeele dușmanilor. Acest act îl va costa 8 zile de eliberare de la îndeplinirea funcțiilor sale. Libertatea și curajul, inteligența și capacitățile sale strategice, atitudinea sa față de război l-au diferențiat astfel încât comandamentul batalionului i-a propus să execute funcția de adjunct al Comandantului Suprem de batalion. Pe 2 martie 1916 batalionul lui este atacat și aproape distrus de inamic în timpul apărării satului Douaumont de pe lângă Verdun. Compania sa este decimată în timpul acestei bătălii, iar cei rămași în viață sunt încercuiți de germani. Conform versiunii oficiale, de Gaulle încearcă o ofensivă, dar violența bătăliei îl obligă să sară într-o groapă de obuz pentru a se proteja, dar nemții îl identifică și după o împunsătura de baionetă, este rănit la piciorul stâng. Luat de trupele germane de pe front, este îngrijit și internat. Un soldat din compania sa istorisea o altă versiune a tuturor celor întâmplate: “Noi am fost încercuiți și sub ordinul căpitanului nostru Charles de Gaulle, am fost obligați să ne înapoiem”.
După o tentativă  de a evada eșuată, este transferat la Ingolstadt, în Bavaria, într-un lagăr destinat ofițerilor prizonieri. Acolo îi întâlnește pe viitorul general Georges Catroux, aviatorul Roland Garos, jurnalistul Remy Roure, editorul Berger-Levraut și viitorul Mareșal sovietic Tuhacevski. Un “exil regretabil”, astfel definește el și descrie mamei sale timpul petecut ca prizonier. Pentru a scăpa de plictiseală, de Gaulle organiza pentru prietenii săi exilați unele conferințe în care vorbea de spre situația războiului din moment. Dar totodată, el încearcă să evadeze de cinci ori, și toate tentativele au fost cu eșec. Este eliberat după armistițiul de la 11 noiembrie 1918 și îi regăsește pe ai săi în decembrie. De acești doi ani și jumătate va păstra o amintire amară, socotindu-se o stafie, un soldat inutil, care nu a servit la nimic bun în acest război. Charles a primit puțin mai târziu, la sfârșitul “Marelui Război”, Crucea de cavaler al Războiului “1914-1918” cu stea de bronz.
Cu privire la acea perioadă de prizonierat, generalul Perre va declara mai târziu, în 1966: ”Unul din prietenii mei, care a fost prizonier împreună cu de Gaulle mi-a relatat următoarele. Germanii onorau ofițerii francezi care se luptau cu mult curaj pe parcursul bătăliilor. Astfel, în timpul unor manifestări diferite, precum e Messa Catolică, li se înapoiau pe o perioadă săbiile lor, pe când căpitanului de Gaulle nu i se restituia. Acesta, crezând că ei au uitat să i-o restituie, a cerut-o cu asprime. Germanii se neliniștiseră de cererea lui și au cercetat condițiile lui de prizonierat și ancheta sa de ostatic. Arătându-i în anchetă înregistrarea acelor tentative de evadare, germanii nu i-au restituit sabia”.

### Perioada interbelică
Charles de Gaulle își continuă cariera militară. Din 1919 până în 1921, de Gaulle este trimis în Polonia, care este aproape de a-și căpăta independența, unde participă la formarea noii armate poloneze, care luptă victorios contra Armatei Roșii. El se lasă influențat de atmosfera brutală, antisemită și pogromistă, fapt pe care-l confirmă în două scrisori trimise familiei sale, și redate în al doilea volum al lucrării sale “Scrisori, note și carnete”. La întoarcere, căpitanul de Gaulle începe să predea lecții despre arta militară la Școala Militară din Saint-Cyr, până ce în 1922 este admis la Școala Superioară de Război.
La 7 aprilie 1921 Charles de Gaulle se căsătorește cu Yvonne Vendroux (născută la Calais pe 22 mai 1900, decedată la Paris pe data de 8 noiembrie 1979), cu care a avut 3 copii:
- Philippe de Gaulle (28 decembrie 1921 la Paris) – ulterior a fost amiral și senator;
- Elisabeth de Gaulle, născută la Paris pe data de 15 mai 1924;
- Anne de Gaulle (1 ianuarie 1928 la Treves – 6 februarie 1948 la Colombey-les-Deux-Eglises), a fost bolnavă de sindrom Down.

În 1925 el este transferat la Statul-Major al Mareșalului Pétain, vice-președinte al Consiliului Superior de Război. În 1927 el este numit comandant al batalionului al 19-lea de țintași – pedeștri la Treves. La 1 ianuarie se naște a doua sa fiică, Anne. De Gaulle este transferat în Liban în 1929, unde petrece 2 ani la Beirut cu familia sa. În 1931 își începe activitatea în cadrul secretariatului general de Apărare Națională din  Paris. Acest post nou este foarte important pentru el, deoarece aceasta este ocazia de a se iniția în Afacerile de ordin statal.
În această perioadă Charles de Gaulle își dezvoltă teoriile sale militare: publică “Dezacord dușmanului” (1924), “Ascuțișul Sabiei” (1932), “Înarmarea ca profesie“ (1934), “Franța și înarmarea ei” (1938). Ultima carte provocă un conflict cu Mareșalul Petain. Această lucrare denunță ca o concepție “împietrită” și conservatoare concepția “războiului de poziții“ dusă de Statul-Major.
În 1932 “Ascuțișul Sabiei” accentuează importanța educării unor conducători capabili, cu capacități strategice deosebite și influența circumstanțelor în arta militară. El abordează teoria necesității tehnicii blindate, care va combina focul și mișcarea și va fi capabilă de inițiativă și ofensivă rapidă și eficientă.
În opera sa, “Înarmarea ca profesie“, publicată în 1934, el dezvoltă în fond aceeași temă: armata și înarmarea. El vorbește despre faptul că este necesară formarea unei armate profesionale pe lângă aceea de recrutare. Totuși, această idee întâlnește puține ecouri care ar aproba-o, cu excepția organizației “Acțiunea Franceză”, condusă de Charles Maurras și Jacques Bainville, care salută la diferite etape concepția modernă despre un război ofensiv și reflectă neîncrederea sa vizavi de germanismul renăscut de către Paul Reynard și Philippe Serre, deputați de dreapta.
În schimb, peste hotare, întrebuințarea tehnicii blindate și tacticilor de coordonare cu această forță mecanizată pe care o preconiza de Gaulle, se bucură de o atenție mult mai mare (Guderian, Liddel Hart). “Armata ca profesie” nu are în Franța un succes remarcabil, dar inspiră generalul Guderian, creatorul celei mai mari forțe mecanizate germane și mondiale din toate care se cunoșteau.
La Paris de Gaulle vizitează diferite personalități din apropierea colonelului Emile Mayer, care fusese demis din funcțiilor sale deoarece încercase promovarea unor reforme strategice. Acesta considera că Statul-Major nu trebuie să se mulțumească cu o strategia defensivă pe linia Maginot. Totuși, nici unul, nici altul nu au fost ascultați.
Pornind de la ideile Generalului Fuller și ale criticului militar britanic Liddel Hart, de Gaulle apără concepția unui război de mișcare și de ofensivă dotată cu soldați profesionali, sprijiniți de tehnica blindată grea (tancuri, tunuri etc.). De Gaulle face prima sa conferință la Sorbona în primăvara anului 1934, sub egida cercului Fustel-de-coulage “Acțiunii Franceze”.
De inspirații monarhiste, de Gaulle, ofițer supus rezervei, dă dovadă în scrierile și în operele sale de un mic respect față de parlamentarism și îi preferă în schimb un regim mult mai puternic și mai rigid. Până la sfârșitul vieții el va evidenția admirația sa față de personalitatea și operele istoricului regalist Jacques Bainville.
Ideile sale se vor ciocni totuși, pe de o parte, cu un conservatorism profund al comandanților militari, și, pe de altă parte, cu principialii republicani. Totuși de Gaulle a frecventat multe mitinguri socialiste și mișcări non-comformiste a anilor ’30 (Spirtul ș.a.). El a aderat de asemenea la organizațiile catolice de stânga: „Urma lui Marc Sangnier”, „Prietenii lui Șapte”, „Prietenii Timpului Prezent”, care mai târziu preia denumirea de „Mărturisire Creștină”. Ultimele din ele erau totodată de partea Frontului Popular și de partea intervenției Franței de partea republicanilor din Spania.
Leon Blum își manifestă marea ostilitate pentru ideile colonelului de Gaulle prin trei articole publicate în Le Populaire, fiindcă el s-ar fi temut de faptul că această armată, care se presupunea desăvârșită ar putea fi orientată spre popor și în special spre greviști și manifestanți. Și de fapt, cum ne demonstrează o scrisoare trimisă de De Gaulle lui Paul Reynard în 1935, acesta nu excludea o asemenea posibilitate. Unele fragmente din cărțile publicate de colonelul de Gaulle provocau, de altfel, aprobarea acestei armate de către „Acțiunea Franceză”. Colonel în 1937, el este numit în fruntea celui de-al 507-lea batalion de tancuri din Metz. În urma declarației de război dintre Franța și Germania la 3 septembrie 1939, colonelul de Gaulle este numit comandantul Armatei a V-a de tancuri.

### În al Doilea Război Mondial

#### Apelul la rezistență de la18 iunie1940
La 18 iunie 1940, de Gaulle se adresează poporului francez prin Radio Londra, de la microfonul BBC, chemând francezii la rezistență. Cabinetul britanic se opune inițial ideii, care este însă susținută de Winston Churchill. În Franța, apelul a putut fi auzit la ora 19.00. Acest discurs rămâne unul dintre cele mai celebre din istoria franceză. Lucru interesant, cuvântarea inițială a lui de Gaulle nu s-a păstrat decât în forma unei înregistrări făcute la 22 iunie 1940.
În prealabil, guvernul britanic îi propusese ministrului francez de interne, Georges Mandel, să treacă în Regatul Unit pentru a lansa el însuși un apel la rezistență. Mandel demonstrase, prin avertismentele sale repetate împotriva celui de-al III-lea Reich (și în opoziție pe această temă cu prietenul său, președinte al Consiliului de Miniștri, Léon Blum), că era un om de stat și de caracter. El însă a refuzat să părăsească Franța pentru a nu se expune criticii de a fi un dezertor - lucru care ar fi fost de îndată exploatat, cu atât mai mult cu cât el era evreu.
Se cunoaște astăzi că întreaga zi de 18 iunie cabinetul britanic a discutat textul care urma a fi citit de către de Gaulle. Vechii artizani ai Acordului de la München, al căror exponent era ministrul afacerilor externe, lordul Halifax, doreau să menajeze guvernul Pétain și să aștepte să vadă dacă acesta va semna efectiv un armistițiu. Winston Churchill, care optase dintotdeauna pentru o politică fermă față de Hitler și față de continuarea luptei, a trebuit să-și pună autoritatea în joc. De Gaulle a putut în cele din urmă să citească textul pe care l-a propus, dar a trebuit să accepte modificarea primelor două rânduri ale acestuia într-un sens mai puțin dur pentru guvernul francez. Această schimbare, lung timp necunoscută, a dispărut în textul transmis către presă și apoi în Memoriile generalului.

### La putere în timpul celei de-a V-a Republici

#### Mai 1968
Pe lângă reforma financiară din anul 1958, Franța beneficia de efectul pozitiv al creșterii economice din statele occidentale din perioada care a urmat celui de-al doilea război mondial până la criza petrolului din 1973, precum și de perioada de creștere inițiată în cursul celei de-a IV-a Republici. Structurile economice au fost modernizate, iar nivelul de viață s-a ridicat. Dar creșterea nu a fost repartizată egal în interiorul societății, ceea ce a dus la crearea unui sentiment de dezamăgire în fața blocajului social. Evenimentele din Mai 1968 au revelat aceste nemulțumiri. Așa cum s-a întâmplat și în alte țări, contestările studențești au început să se dezvolte din martie 1968. Sindicatele și partidele politice au profitat de manifestațiile studențești pentru lansarea unei greve generale care va fi urmată de una a muncitorilor. Această grevă generală a paralizat puterea politică în timpul lunii mai, provocând o criză severă, cu efecte profunde la cel mai înalt nivel al statului.
Conform părerii propriilor săi partizani, de Gaulle a fost complet surprins de o criză pe care nu a prevăzut-o și pe care nu a înțeles-o. Indiferent la revendicările studențești și la criza pe care acestea au revelat-o, el nu a văzut în ele, în cel mai bun caz, decât o răzmeriță gigantică a tinerilor care nu doreau să-și dea examenele sau, în cel mai rău caz, o contestare a autorității statului, care trebuia să înceteze pe loc. În primele zile ale lunii mai, singurele sale ordine au fost de reprimare brutală a manifestațiilor studențești, împotriva părerii majorității miniștrilor, care invitau la conciliere. Punând gaz peste foc, generalul a contribuit în fapt la escaladarea unui conflict care, putea fi rezolvat altfel.
După „noaptea baricadelor” din 11 mai, un de Gaulle sceptic a permis totuși primului ministru, Georges Pompidou, întors din Iran, să conducă o nouă politică de conciliere. Pompidou, care a trebuit să pună demisia sa în balanță, dorea să evite înfruntările directe și paria pe pierderea de suflu a mișcării. 

Statuia lui Charles de Gaulle la intrarea în Parcul Herăstrău, din București, privind spre Piața Charles de Gaulle

De la 14 mai la 18 mai, de Gaulle a efectuat o vizită în România, renunțând la anularea unei deplasări prevăzute cu mult timp înainte. În absența sa, greva generală s-a extins, iar milioanele de participanți au blocat practic Franța, în timp ce Sorbona și Teatrul Odéon au fost ocupate fără reacție din partea poliției. Singur la comanda statului și a majorității parlamentare, Pompidou părea să fi devenit adevăratul conducător al statului, nemaiconsiderând necesar să facă referință la general.
La întoarcerea sa așteptată din România, în seara zilei de 18 mai, de Gaulle își decepționează chiar și pe cei care-i erau credincioși necondiționat, apărând depășit și nehotărât, fără acea vivacitate și eficacitate a reacțiilor care-l caracterizau de obicei. Se arată incapabil să aleagă în mod net între prudența lui Pompidou și fermitatea pe care o predica el însuși. Așteaptă seara zilei de 24 pentru a vorbi în public și pentru a anunța măsuri care erau deja caduce de mai multe zile și care nu răspundeau preocupărilor momentului. În aceeași seară au izbucnit la Paris incidente violente, soldate cu câteva sute de răniți. Demonstranții au ridicat baricade.
La 26 mai acordurile de la Grenelle încheiate între guvernul Pompidou, reprezentanții sindicatelor și ai patronatului au stabilit un set de măsuri clasice. De Gaulle a prezidat consiliul de miniștri care a ratificat de îndată acordurile, dar, spre surpriza lui Pompidou și a conducătorilor sindicaliști, se resping progresele de la Grenelle, estimându-se că întreaga societate este pusă în cauză. Grevele au continuat.
La 27 mai o manifestație ținută pe Stadionul Charléty lansează ideea unui guvern provizoriu. În aceeași zi François Mitterrand reia această soluție și anunță candidatura sa la președinția Republicii. Criza politică ajunge la paroxism. De Gaulle lasă vizitatorilor săi impresia unui om epuizat și secătuit de energie. Se plânge în fața acestei crize de „nerezolvat” („nu poți opri un torent cu mâinile goale”) și părea copleșit, îmbătrânit, descurajat.
Dispariția bruscă și inexplicabilă a șefului statului, plecat cu elicopterul, la 29 mai, către o destinație necunoscută, a provocat stupoare și a deschis calea tuturor calculelor. Trece prin Baden-Baden, unde este primit de generalul Massu. Se gândește la retragere? Dorește să afle sentimentele armatei sau caută pur și simplu să-și încarce bateriile? Dorește să deconcerteze adversarul lăsând să planeze îndoiala asupra intențiilor sale și apoi să reia inițiativa? Se pare că toate aceste motive s-au conjugat.
În orice caz, îndată după întoarcerea sa la Paris de a doua zi, alocuțiunea sa radiofonică are un ton ferm. De Gaulle era gata să accepte unele dintre revendicările manifestanților, dorea să aprobe reformele prin referendum, dar Georges Pompidou l-a convins ca mai degrabă să dizolve Adunarea Națională.
Discursul său radiodifuzat, precum apelul din 18 iunie 1940 și intervenția sa din 1960, din timpul războiului din Algeria, anunța aproape cu fiecare frază o decizie:
- "Fiind deținătorul legitimității naționale și republicane, am avut în vedere în ultimele 48 de ore toate posibilitățile, fără excepție, pentru menținerea acesteia".
- "Am decis. În circumstanțele prezente, nu mă voi retrage".
- "Nu voi schimba primul ministru, care merită omagiul tuturor".
- "Dizolv astăzi Adunarea națională".
- "Însărcinez prefecții, deveniți sau redeveniți comisari ai poporului, să împiedice actele subversive în orice moment și în orice loc".
- "În privința alegerilor legislative, acestea vor avea loc în termenele prevăzute de constituție dacă poporul francez nu va fi încătușat în întregime, fiind împiedicat să se exprime și în aceași timp să trăiască, prin aceleași mijloace care împiedică studenții să studieze, profesorii să predea, muncitorii să muncească. Aceste mijloace sunt intoxicarea și tirania exercitate de grupuri organizate de multă vreme și de un partid care este o întreprinde totalitară, chiar dacă nu duce lipsă de rivali în acest domeniu". De Gaulle opunea astfel Partidul Comunist Francez grupurilor maoiste, deși acesta părea deja depășit de amploarea evenimentelor. Prin demascarea partidului comunist și aplicarea unei ștampile subversive acestuia, de Gaulle se distanța în mod deliberat de strategia lui Pompidou, care nu a încetat să negocieze cu comuniștii de-a lungul lunii mai.

Sfârșitul discursului menționează, în privința declarației anterioare a lui François Mitterrand, fără a-l cita, "ambiția și ura politicienilor murdari". Pentru scopurile acestei  polemici, de Gaulle neglija însă cele 45% din voturi obținute de Mitterrand în turul al doilea al alegerilor prezidențiale din 1965 sau că majoritatea sa parlamentară se sprijinea pe un singur mandat în plus față de locurile obținute de opoziție.
După discursurile relativ dezolante anterioare, Franța părea să regăsească un de Gaulle de zile mari. Manifestația gaullistă care a urmat a fost creditată cu circa un milion de participanți de către organizatorii acesteia, respectiv 300.000 de către poliție.  Alegerile din iunie 1968 au fost un mare succes pentru gaulliști care au obținut 358 din cele 487 de mandate de parlamentar (un record în istoria parlamentarismului francez). Georges Pompidou a fost înlocuit de Maurice Couve de Murville în cursul lunii iulie.
Campania electorală a ținut ocupate forțele de poliție, în timp ce reluarea lucrului s-a efectuat treptat. Reluarea controlului de către organele de stat s-a făcut în mod autoritar, câteodată fără menajamente. Grupusculele stângiste au fost dizolvate, Odéonul și Sorbona evacuate, ziariștii greviști din cadrul radioului și televiziunii franceze (circa o treime din efectiv) au fost concediați. Comitete de acțiune civică, răspunzând la apelul lui de Gaulle, s-au constituit pentru a redacta liste negre ale greviștilor și agitatorilor notorii, iar poliția a reluat chiar acțiuni violente de tipul celor de la începutul lunii mai (cu un bilanț de patru morți în cursul lunii iunie). Cu toate acestea, de Gaulle a beneficiat de îngăduința unei opinii publice care, după ce a arătat simpatie majoritară până la sfârșitul lunii mai pentru insurgenți, începuse a obosi ca urmare a lipsei de perspectivă a mișcării.
Alegerile însă nu au putut redinamiza puterea. Adunarea națională, înclinată spre dreapta, s-a arătat mai rezervată în fața reformelor care erau totuși necesare (participare, regionalizare, reforma învățământului universitar ...). Președinția părea desprinsă de realitatea franceză, iar încrederea nu a fost restabilită pe deplin. Excluderea adevăratului învingător al crizei, Pompidou, a fost greșit înțeleasă, acesta făcând acum figură de rezervă și de succesor potențial. De Gaulle încetase a mai fi de neînlocuit.

#### Referendumul din 27 aprilie 1969: plecarea de la putere
Într-un referendum organizat la 27 aprilie 1969, privind transferul unor puteri către regiuni și transformarea Senatului, de Gaulle propunea introducerea reprezentanților organizațiilor profesionale și sindicale în sânul consiliilor regionale. Punând în balanță toată greutatea sa în soarta acestui referendum, a anunțat în avans intenția de a demisiona în cazul în care răspunsul majoritar va fi "nu". Tabăra celor opuși propunerilor din referendum, căreia i s-a raliat și Valéry Giscard d'Estaing, a obținut 52,41% din voturi. La câteva minute după miezul nopții, la 28 aprilie 1969, un comunicat laconic anunța: "Încetez să exercit funcțiile mele de președinte al Republicii. Această decizie intră în vigoare astăzi la amiază".

### După plecarea de la putere
Acest comunicat este ultimul act public al "omului apelului de la 18 iunie 1940": pentru a evita implicarea în lupta pentru propria succesiune, își petrece timpul la țară, în Irlanda, unde votează prin mandat; apoi se izolează la La Boisserie unde scrie Memoriile speranței, care reprezintă urmarea Memoriilor de război; acolo va duce o existență retrasă, chiar singuratică, neprimind decât vizitele a câtorva vechi colaboratori și miniștri cărora le păstrase stima și încrederea sa.
Călătorește de asemenea în Spania, unde face și o vizită de curtoazie generalului Franco (Winston Churchill și Dwight Eisenhower îl precedaseră cu câțiva ani mai înainte, unul în mod oficios în timpul numeroaselor sale escapade în Spania, celălalt în postură oficială), declarând că regretă că întâlnirea nu a avut loc mai devreme datorită circumstanțelor internaționale. Chiar dacă de Gaulle nu mai exercita nici o funcție publică, faptul că un om de prestigiul său a discutat cu dictatorul spaniol a suscitat numeroase critici. André Malraux nu a ascuns că dacă vizita ar fi avut loc în timpul în care el era ministru, ar fi demisionat.

### Decesul

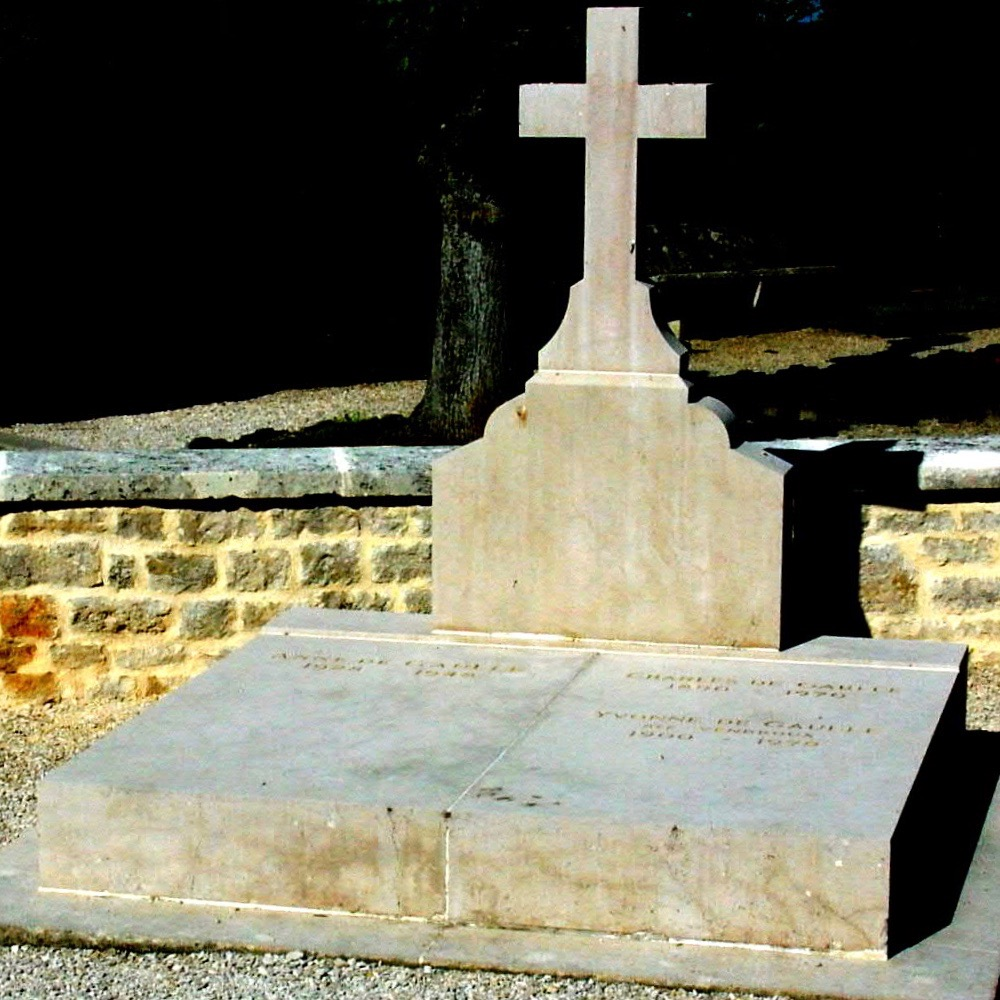
Mormântul lui Charles de Gaulle la Colombey-les-Deux-Églises

La 19h10, în ziua de 9 noiembrie 1970, în timpul unui solitar joc de cărți, generalul suferă o ruptură de anevrism. După doar 20 de minute se stinge din viață. Ulimele lui cuvinte au fost: "Mă doare". Știrea este comunicată abia a doua zi, printr-o scurtă alocuțiune televizată a lui Georges Pompidou. Moartea sa, care conform expresiei succesorului său, lăsa "Franța văduvă", este ocazia de a percepe măsura rolului jucat de către de Gaulle în istoria Franței. Seara zilei în care sunt celebrate funeraliile sale la Colombey, în timp ce numeroși șefi de stat din străinătate s-au adunat pentru a-i onora memoria la Catedrala Notre-Dame din Paris, mai multe sute de mii de parizieni au mărșăluit pe bulevardul Champs-Élysées în noapte, sub ploaie, pentru a oferi omagiul lor.
Singur, săptămânalul satiric Hara-Kiri a îndrăznit un titlu provocator - Bal tragic la Colombey, un mort (motiv pentru care a fost reținut de la difuzare); opinia publică era încă sub șocul incendiului care a avut loc în timpul unei petreceri și care pricinuise moartea a 146 de oameni cu o o săptămână mai devreme, la Saint-Laurent-du-Pont.
Testamentul său, pe care îl redactase în 1952 rămâne un ultim bobârnac dat de dincolo de mormânt convențiilor sociale:
- "Doresc să fiu înmortmântat la Colombey".
- "La funeraliile mele, nici președinți, nici miniștri!" - ministrul francez de finanțe, Valéry Giscard d'Estaing, a fost totuși prezent, motivând că nu vine în calitate de ministru, ci de simplu francez. Toți ceilalți oficiali, președintele Nixon inclusiv, s-au mulțumit a asista la o simplă slujbă în onoarea sa la Notre-Dame de Paris.
- "Pe mormântul meu: Charles de Gaulle, 1890-19... Nimic altceva".

## Posteritate

### Omagii
În 2005, Charles de Gaulle a fost ales drept „Cel mai mare francez din toate timpurile” în cadrul unei emisiuni de vot public difuzate pe postul France 2.